# Payer András
Payer András (Budapest, 1941. július 31. – Budapest, 2011. március 31.) EMeRTon-díjas magyar zeneszerző, énekes a hazai könnyűzenei élet meghatározó alakja volt.

## Életpályája
Apja hivatását folytatva ő is gyógyszerész lett, de korán elkezdett foglalkozni a zenével. 1961-től a magyar könnyűzenei élet meghatározó alakja volt szerzőként és előadóként egyaránt. Jóformán az egész magyar élvonal énekelte, illetve énekli dalait. Számtalan dalát vitte sikerre Németh Lehel, Záray Márta, Vámosi János, Kovács Erzsi, Koós János, Toldy Mária, Sárosi Katalin, Zalatnay Cini, Aradszky László, Magay Klementina, kezdeti korszakában Koncz Zsuzsa, Szécsi Pál, Korda György, Katona Klári, Németh József, Mikes Éva, Komár László.
Hofi Géza első sikeres nagylemezének jelentős részét is ő írta. Az együttesek közül az 1960-as és 1970-es években az Omega, az Illés, a Bergendy-együttes, valamint a Magyar Rádió Big Bandje is műsorán tartotta a Payer-dalokat, akárcsak később a fiatalabb generáció együttesei (Cotton Club Singers, Republic).

## Legnépszerűbb szerzeményei
- Ó, egy Alfa Romeo
- Annyi arc ismerős
- Találkozás
- Gedeon bácsi
- Könnyek nélkül
- Felmegyek hozzád
- Még egyszer
- Almát eszem
- Nincsen olyan ember
- Isten veled szomorúság
- Nem születtem grófnak
- Jöjj el
- Hova lettél

Más szerzőtől ő vitte sikerre a Minden jót, Mónika! című számot.
Az Annyi arc ismerős című életműkiadványa 45 esztendő dalterméséből mintegy 90 felvételét tartalmazza. Számos színdarabhoz írt zenét, valamint a legkitűnőbb magyar dzsessz-rock zenészekkel kortárs mai magyar költők verseit is megzenésítette.
1991-től Zsámbékon élt, ahol vállalkozásba kezdett. Halála előtt is fellépett, régi slágerei ma is sikert aratnak.

## Elismerések
- eMeRTon életműdíj (1999)
- Záray Márta – Vámosi János Díj  (2003)
- Magyar Köztársasági Arany Érdemkereszt (2004)
- Inter-Lyra-díj[1]

## Portréfilmek
- Hogy volt?! – Payer András (2019)